# Чеко
Чеко (рос. Чеко) — прісне озеро в Красноярському краї (Російська Федерація). Розташовано приблизно в 760 км на північний схід від Красноярська і в 8 кілометрах на північний захід від епіцентру можливого падіння Тунгуського метеорита.

Чеко не відзначено на жодній карті, складеній до 1929 року, що, можливо, пов'язано з поганою вивченістю місцевості.

## Опис озера
Озеро Чеко — маленьке озеро у формі чаші. Близько 500 метрів в довжину і 300 метрів в ширину і 50 метрів в глибину.

Через озеро протікає річка Кимчу. Впадає на заході, випливає також на заході, але північніше. Озеро належить басейнам річок: Чуня, Підкам'яна, Тунгуска, Єнісей.

## Вік та походження озера
Перш за все необхідно визначити факт існування озера до Тунгуської катастрофи. На картах до 1929 року озеро не було позначено, жителі його наявність до катастрофи не підтверджували, однак не можна не зважати на те, що воно знаходилося в безлюдному місці тайги і важкодоступному районі, який був, можливо, просто погано вивчений.

Колись вважалося, що Чеко або карстового походження, або є древнім вулканічним кратером, або створено рікою Кимчу, яка впадає в нього.
Італійські дослідники з Інституту морської геології в Болоньї, аналізуючи осадові породи, заявили, що озеро Чеко було створено під час Тунгуської події 1908 року, вибуху, що знищило більше 2000 км² сибірської тайги. Передбачається, що озеро було утворено фрагментом, який вразив землю.
У 60-х роках XX століття досліджували озеро радянські вчені та прийшли до висновку, що воно дуже старе (віком від 5 до 10 тис. років), природного походження.
Це ж підтверджено прес-службою експедиційного центру Російського географічного товариства в Сибірському федеральному окрузі в 2016 році. Так в Інституті геології і мінералогії ім. В. С. Соболєва СО РАН радіоізотопними методами досліджень вік озерних відкладень найглибшої тільки з узятих проб був визначений рівній 280 років, що свідчить про утворень донних озерних відкладень задовго до падіння Тунгуського метеорита.

## Фото озера (зовн. посилання)
[Архівовано 20 листопада 2017 у Wayback Machine.] [Архівовано 29 березня 2019 у Wayback Machine.]